# 패배주의
패배주의(敗北主義)는 어떤 일에 성공하거나 경쟁에서 이기겠다는 자신감이 없이, 소극적이며 일을 하여 보기도 전에 포기하는 태도나 사고방식이다.
투쟁 없이 패배를 받아들이는 것이며 종종 부정적인 의미를 내포한다. 심리학의 비관론과 연결될 수 있으며 때로는 숙명론이나 결정론과 동의어로 사용될 수 있다.

## 같이 보기
- 학습된 무기력